# Timandromorpha energes
Timandromorpha energes är en fjärilsart som beskrevs av Louis Beethoven Prout 1933. Timandromorpha energes ingår i släktet Timandromorpha och familjen mätare. Inga underarter finns listade i Catalogue of Life.